# Junction City (Louisiana)
Junction City is een plaats (village) in de Amerikaanse staat Louisiana, en valt bestuurlijk gezien onder Claiborne Parish en Union Parish.

## Demografie
Bij de volkstelling in 2000 werd het aantal inwoners vastgesteld op 652.
In 2006 is het aantal inwoners door het United States Census Bureau geschat op 621, een daling van 31 (-4,8%).

## Geografie
Volgens het United States Census Bureau beslaat de plaats een oppervlakte van
3,2 km², geheel bestaande uit land. Junction City ligt op ongeveer 64 m boven zeeniveau.

## Plaatsen in de nabije omgeving
De onderstaande figuur toont nabijgelegen plaatsen in een straal van 28 km rond Junction City.